# Over the Limit 2012
Over the Limit 2012 è stata la terza ed ultima edizione dell'omonimo evento in pay-per-view prodotto annualmente dalla WWE. L'evento si è svolto il 20 maggio 2012 alla PNC Arena di Raleigh (North Carolina).

## Storyline
Nella puntata di Raw del 30 aprile, la sera dopo Extreme Rules, Daniel Bryan diventa il #1 Contender al WWE Championship detenuto da CM Punk, sconfiggendo Jerry "The King" Lawler in 2:05 minuti, vincendo la Beat The Clock Challenge e annientando i precedenti record di The Miz (4:18) e Randy Orton (4:16). Dunque Punk e Bryan si affronteranno ad Over The Limit in un match titolato.
Nella stessa serata, John Cena sale sul ring per smentire l'infortunio al braccio sinistro che molti temevano, danno ricevuto la sera prima a Extreme Rules dalla Kimura Lock di Brock Lesnar. Poco dopo, il General Manager John Laurinaitis sale sul ring con il bostoniano, annunciandogli il suo avversario ad Over the Limit: non altri, se non Lord Tensai, che entra in scena accompagnato come sempre da Sakamoto. I tre attaccano il leader della Cenation, infierendo sul braccio gravemente leso, e dopo tale attacco Laurinaitis dice a Cena che il suo avversario all'evento non sarà Tensai, ma il lui stesso. Nella puntata di Raw del 14 maggio, una lettera proveniente dal Consiglio di Amministrazione prevede che il match tra Cena e Laurinaitis sarà un match uno contro uno, senza squalifiche, senza arbitri speciali e non sono ammessi wrestler a bordo ring. Chiunque dovesse interferire durante l'incontro sarà licenziato. Nel caso Laurinaitis dovesse perdere, sarà sollevato dall'incarico di General Manager della WWE.
Essendo Daniel Bryan il #1 Contender al WWE Championship detenuto da CM Punk, sarà Alberto Del Rio lo sfidante al World Heavyweight Championship di Sheamus, che nelle settimane precedenti, aveva perso un match valido per una title shot a Smackdown, offrendo al messicano un'opportunità di sfidarlo per il titolo. Tuttavia, nella serata del 7 maggio a Raw, il match viene trasformato in un Fatal Four Way Match, aggiungendo Chris Jericho e Randy Orton alla contesa, entrambi desiderosi di vincere l'alloro. Nella stessa serata, viene annunciato il match valido per il Divas Championship nel quale Layla difenderà la corona dall'assalto dell'ex campionessa Beth Phoenix.
Il 10 maggio viene annunciato su WWE.com un match che vedrà Kofi Kingston e R-Truth difendere i titoli di coppia contro Dolph Ziggler e Jack Swagger, noti anche come "American Perfection".
Il 14 maggio a Raw viene annunciato il match che si terrà nel pre-show, dove si affronteranno Kane e Zack Ryder.

## Risultati
| #       | Incontri                                                                                       | Stipulazioni                                                                        | Durata |
| ------- | ---------------------------------------------------------------------------------------------- | ----------------------------------------------------------------------------------- | ------ |
| Kickoff | Kane ha sconfitto Zack Ryder                                                                   | Single match                                                                        | 06:55  |
| 1       | Christian ha vinto eliminando per ultimo The Miz                                               | Battle royal per determinare il primo sfidante al WWE Intercontinental Championship | 12:24  |
| 2       | Kofi Kingston e R-Truth (c) hanno sconfitto Dolph Ziggler e Jack Swagger (con Vickie Guerrero) | Tag team match per il WWE Tag Team Championship                                     | 13:44  |
| 3       | Layla (c) ha sconfitto Beth Phoenix                                                            | Single match per il WWE Divas Championship                                          | 07:50  |
| 4       | Sheamus (c) ha sconfitto Alberto Del Rio (con Ricardo Rodríguez), Chris Jericho e Randy Orton  | Fatal four-way match per il World Heavyweight Championship                          | 16:06  |
| 5       | Brodus Clay (con Cameron e Naomi) ha sconfitto The Miz                                         | Single match                                                                        | 05:48  |
| 6       | Christian ha sconfitto Cody Rhodes (c)                                                         | Single match per il WWE Intercontinental Championship                               | 08:35  |
| 7       | CM Punk (c) ha sconfitto Daniel Bryan                                                          | Single match per il WWE Championship                                                | 24:04  |
| 8       | Ryback ha sconfitto Camacho (con Hunico)                                                       | Single match                                                                        | 00:54  |
| 9       | John Laurinaitis (con Big Show) ha sconfitto John Cena                                         | No-disqualification match                                                           | 17:02  |

Battle royal
| #         | Wrestler             | Eliminato da                         | Tempo |
| --------- | -------------------- | ------------------------------------ | ----- |
| 1°        | Heath Slater         | The Great Khali                      | 01:27 |
| 2°        | Michael McGillicutty | The Great Khali                      | 01:40 |
| 3°        | JTG                  | The Usos                             | 02:02 |
| 4°        | Yoshi Tatsu          | Drew McIntyre                        | 02:18 |
| 5°        | Ezekiel Jackson      | Curt Hawkins e Tyler Reks            | 02:30 |
| 6°        | Jey Uso              | Darren Young                         | 03:07 |
| 7°        | Drew McIntyre        | Curt Hawkins e Tyler Reks            | 03:40 |
| 8°        | Curt Hawkins         | The Great Khali                      | 03:56 |
| 9°        | Tyler Reks           | The Great Khali                      | 03:57 |
| 10°       | Jinder Mahal         | The Great Khali                      | 04:08 |
| 11°       | The Great Khali      | Darren Young, The Miz e Titus O'Neil | 05:21 |
| 12°       | Titus O'Neil         | Jimmy Uso                            | 06:03 |
| 13°       | Jimmy Uso            | Darren Young                         | 06:40 |
| 14°       | William Regal        | Christian                            | 07:17 |
| 15°       | Darren Young         | Alex Riley                           | 07:48 |
| 16°       | Alex Riley           | The Miz                              | 08:30 |
| 17°       | Tyson Kidd           | David Otunga                         | 09:32 |
| 18°       | David Otunga         | Christian                            | 11:29 |
| 19°       | The Miz              | Christian                            | 12:24 |
| Vincitore | Christian            | —                                    | 12:24 |